# IC 4268
IC 4268 је елиптична галаксија у сазвјежђу Ловачки пси која се налази на листи објеката дубоког неба у Индекс каталогу.
Деклинација објекта је + 37° 39' 40" а ректасцензија 13h 29m 12,2s. Привидна величина (магнитуда) објекта IC 4268 износи 15,6 а фотографска магнитуда 16,6. IC 4268 је још познат и под ознакама NPM1G +37.0394, PGC 2106228.